# Raymond Colliot
Raymond Colliot (* 12. März 1923 in Vitry-sur-Seine; † 12. August 2007 in Clamart) war ein französischer Radrennfahrer.

## Sportliche Laufbahn
Colliot war im Straßenradsport aktiv. Von 1949 bis 1951 war er Unabhängiger und Berufsfahrer. 1949 siegte er im Etappenrennen Quer durch Österreich (einem Vorläufer der Österreich-Rundfahrt) vor Johann Goldschmid. Er gewann dort eine Etappe. Bei Paris–Cayeux-sur-Mer 1948 wurde er Dritter.
1951 startete er in der Internationalen Friedensfahrt. Er beendete die Rundfahrt nicht.